# A Delicate Balance
A Delicate Balance — студийный альбом американской джазовой пианистки Мэриэн Макпартлэнд, записанный с басистом Джеем Леонхартом и барабанщиком Джимми Мэдисоном. Выпуск пластинки состоялся в 1973 году на лейбле Halcyon Records.

## Отзывы критиков
| Оценки критиков                     | Оценки критиков |
| Источник                            | Оценка          |
| ----------------------------------- | --------------- |
| AllMusic                            | [ 2 ]           |
| The Encyclopedia of Popular Music   | [ 3 ]           |
| The Rolling Stone Jazz Record Guide | [ 4 ]           |

Скотт Яноу из AllMusic заявил, что расслабленная атмосфера не так запомнилась, но музыка сыграна хорошо и доставляет удовольствие.

## Список композиций
1. «A Delicate Balance» (Мэриэн Макпартлэнд) — 2:59
2. «Melancholy Mood» (Мэриэн Макпартлэнд) — 3:46
3. «More» (Нино Оливьеро) — 3:13
4. «Freedom Jazz Dance» (Эдди Харрис) — 5:36
5. «Solace» (Мэриэн Макпартлэнд) — 4:31
6. «El condor pasa» (Пол Саймон, Арт Гарфанкел) — 3:45
7. «Jazz Waltz for a Friend» (Алек Уайлдер) — 3:56
8. «Something» (Джон Леннон) — 5:22
9. «Britannia Blues» (Джон Бёрр) — 3:55
10. «God Bless the Child» (Артур Херцог) — 5:16

## Участники записи
- Мэриэн Макпартлэнд — фортепиано, электрическое фортепиано
- Джей Леонхарт — бас
- Джимми Мэдисон — ударные

Все данные взяты из примечаний к альбому.